# Conne-de-Labarde
Conne-de-Labarde is een gemeente in het Franse departement Dordogne (regio Nouvelle-Aquitaine) en telt 204 inwoners (1999). De plaats maakt deel uit van het arrondissement Bergerac.

## Geografie
De oppervlakte van Conne-de-Labarde bedraagt 10,1 km², de bevolkingsdichtheid is 20,2 inwoners per km².
De onderstaande kaart toont de ligging van Conne-de-Labarde met de belangrijkste infrastructuur en aangrenzende gemeenten.

## Demografie
Onderstaande figuur toont het verloop van het inwonertal (bron: INSEE-tellingen).